# Agouni
 (mars 2024).
Agouni est un village et le siège de la commune de Salam dans le Cercle de Tombouctou dans la région de Tombouctou au Mali,.